# Nichtabelsche Hodge-Korrespondenz
In der Mathematik ist die nichtabelsche Hodge-Korrespondenz eine Korrespondenz zwischen Higgs-Bündeln und den Darstellungen der Fundamentalgruppe einer kompakten Kähler-Mannigfaltigkeit.

## Hintergrund
Sei {\displaystyle (X,\omega )} eine kompakte Kähler-Mannigfaltigkeit mit universeller Überlagerung {\displaystyle {\widetilde {X}}}. Zu einer Darstellung {\displaystyle \rho \colon \pi _{1}X\to GL(n,\mathbb {C} )} hat man ein assoziiertes Vektorbündel {\displaystyle E_{\rho }:={\widetilde {X}}\times _{\rho }\mathbb {C} ^{n}} mit einem flachen Zusammenhang {\displaystyle D}.
Für eine hermitesche Metrik {\displaystyle h} auf {\displaystyle E_{\rho }} und eine Zerlegung {\displaystyle D=\partial +{\overline {\partial }}} in Operatoren vom Typ (1,0) und (0,1) gibt es einen eindeutigen Operator {\displaystyle A} vom Typ (1,0), so dass {\displaystyle A+\partial } die Metrik {\displaystyle h} erhält. Die Krümmung von {\displaystyle h} ist definiert als {\displaystyle G_{h}:=({\overline {\partial }}+{\frac {\partial -A}{2}})^{2}}. Die Metrik heißt harmonisch wenn {\displaystyle \Lambda _{\omega }G_{h}=0}. Nach einem Satz von Donaldson und Corlette ist eine Darstellung {\displaystyle \rho \colon \pi _{1}X\to GL(n,\mathbb {C} )} genau dann halbeinfach ist, wenn {\displaystyle E_{\rho }} eine harmonische Metrik besitzt.
Wenn {\displaystyle G_{h}=0} ist, dann ist {\displaystyle E} ein Higgs-Bündel mit Higgs-Feld {\displaystyle \Phi ={\tfrac {\partial -A}{2}}}.
Nach einem Satz von Corlette gilt für harmonische Metriken {\displaystyle G_{h}=0}, so dass sie also ein Higgs-Bündel geben.

## Nichtabelsche Hodge-Korrespondenz
Die nichtabelsche Hodge-Korrespondenz besagt, dass ein Higgs-Bündel genau dann von einer irreduziblen bzw. halbeinfachen Darstellung kommt, wenn es stabil bzw. polystabil ist.
Dies folgt aus von Hitchin (für Bündel vom Rang 2) und Simpson (im allgemeinen Fall) bewiesenen Sätzen, nach denen
- ein Higgs-Bündel genau dann eine Hermitesche Yang-Mills-Metrik besitzt, wenn es polystabil ist
- diese Hermitesche Yang-Mills-Metrik harmonisch ist und deshalb genau dann von einer halbeinfachen Darstellung kommt, wenn die Chern-Klassen {\displaystyle c_{1}} und {\displaystyle c_{2}} verschwinden
- ein Higgs-Bündel genau dann einen irreduziblen Yang-Mills-Zusammenhang besitzt (und deshalb von einer irreduziblen Darstellung kommt), wenn es stabil ist.

## Allgemeine Lie-Gruppen
Sei {\displaystyle \Sigma } eine kompakte Riemannsche Fläche. Sei {\displaystyle G} eine zusammenhängende halbeinfache reelle Lie-Gruppe mit maximal kompakter Untergruppe {\displaystyle H\subset G}. Für {\displaystyle d\in \pi _{1}G=\pi _{1}H} bezeichnen wir mit {\displaystyle {\mathcal {R}}_{d}(G)} den Modulraum der reduktiven Darstellungen {\displaystyle \rho \colon \pi _{1}\Sigma \to G} mit {\displaystyle c(E_{\rho })=d} und mit {\displaystyle {\mathcal {M}}_{d}(G)} den Modulraum der polystabilen {\displaystyle G}-Higgs-Bündel mit topologischer Invariante {\displaystyle d}.
Die nichtabelsche Hodge-Korrespondenz ist ein Homöomorphismus
{\displaystyle {\mathcal {R}}_{d}(G)\simeq {\mathcal {M}}_{d}(G)}.